# Entosthodon productus
Entosthodon productus är en bladmossart som beskrevs av Mitten in J. D. Hooker 1859. Entosthodon productus ingår i släktet koppmossor, och familjen Funariaceae. Inga underarter finns listade i Catalogue of Life.